# Saint-Julien-le-Vendômois
Saint-Julien-le-Vendômois is een gemeente in het Franse departement Corrèze (regio Nouvelle-Aquitaine) en telt 308 inwoners (1999). De plaats maakt deel uit van het arrondissement Brive-la-Gaillarde.

## Geografie
De oppervlakte van Saint-Julien-le-Vendômois bedraagt 23,0 km², de bevolkingsdichtheid is 13,4 inwoners per km².
De onderstaande kaart toont de ligging van Saint-Julien-le-Vendômois met de belangrijkste infrastructuur en aangrenzende gemeenten.

## Demografie
Onderstaande figuur toont het verloop van het inwonertal (bron: INSEE-tellingen).